# Филатов, Фёдор Иванович
Фёдор Ива́нович Фила́тов (27 октября 1922, Верх-Нарым, Забайкальская область — 2009)) — советский  государственный и партийный деятель. Член КПСС.

## Биография
Участник Великой Отечественной войны. 
Окончил советскую партийную школу и Бурятский сельскохозяйственный институт.
В 1946—1986 годах:
- тракторист Тунгокоченской МТС,
- завклубом села Усугли,
- завотделом культуры Тунгокоченского района,
- парторг Тунгокоченской МТС,
- парторг колхоза им. Бутина Шахтаминского района,
- парторг совхоза Шелопугинского района,
- секретарь Шелопугинского райкома КПСС,
- председатель Шелопугинского райисполкома,
- 1-й секретарь Шелопугинского райкома КПСС,
- 1-й секретарь Забайкальского райкома КПСС,
- первый секретарь Агинского окружкома КПСС,
- председатель партийной комиссии Читинского обкома КПСС.

Умер в 2009 году.